# Cult Energy Pro Cycling
La Cult Energy Pro Cycling era una squadra maschile danese di ciclismo su strada, attiva dal 2000 al 2015.
Fondata nel 2000 con il nome Cycling Horsens, dal 2005 al 2014 ha avuto licenza Continental, mentre nel 2015 è stata "promossa" alla categoria Professional Continental. Al termine del 2015 è stata dismessa, confluendo nella formazione tedesca Stölting e formando il team Stölting Service Group. Dal 2013 al 2015 ha avuto come sponsor principale Cult Energy, azienda produttrice di bevande energetiche.

## Cronistoria

### Annuario
| Anno | Codice                          | Nome | Cat.  | Biciclette | Dirigenza |
| ---- | ------------------------------- | ---- | ----- | ---------- | --- |
| 2000 | Cycling Horsens                 | HOR  | GSIII | Trek       | Manager: - Dir. sportivi: Søren Vig, Erik Skelde                                                                                 |
| 2001 | Glud & Marstrand Horsens        | GLU  | GSIII | Trek       | Manager: - Dir. sportivi: Søren Vig, Erik Skelde                                                                                 |
| 2002 | Glud & Marstrand Horsens        | GLU  | GSIII | Trek       | Manager: - Dir. sportivi: Søren Vig, Erik Skelde, Hans Jørgen Jørgensen                                                          |
| 2003 | Glud & Marstrand Horsens        | GLU  | GSIII | Trek       | Manager: - Dir. sportivi: Søren Vig, Erik Skelde, Hans Jørgen Jørgensen                                                          |
| 2004 | Glud & Marstrand Horsens        | GLU  | GSIII | Trek       | Manager: - Dir. sportivi: Søren Vig, Erik Skelde, Hans Jørgen Jørgensen                                                          |
| 2005 | Glud & Marstrand Horsens        | GLU  | CT    | Python     | Manager: Søren Vig Dir. sportivi: Jannik Skovlund Petersen, Erik Skelde, Søren Grunnet                                           |
| 2006 | Glud & Marstrand Horsens        | GLU  | CT    | Python     | Manager: Anders Schriver Dir. sportivi: Jannik Skovlund Petersen, Erik Skelde, Knud Sørensen, Jan Steensen, Lars Udby, Søren Vig |
| 2007 | Glud & Marstrand Horsens        | GLU  | CT    | Python     | Manager: Anders Schriver Dir. sportivi: Knud Sørensen, Jan Steensen, Lars Udby, Søren Vig, Jørgen Kjærsgard                      |
| 2008 | Glud & Marstrand Horsens        | GLU  | CT    | Python     | Manager: Martin Hansen Dir. sportivi: Michael Skelde, Knud Sørensen, Jan Steensen, Lars Udby, Søren Vig, Erik Skelde             |
| 2009 | Glud & Marstrand Horsens        | GLU  | CT    | Python     | Manager: Martin Hansen Dir. sportivi: Christa Skelde, Erik Skelde, Michael Skelde, Knud Sørensen, Jan Steensen                   |
| 2010 | Glud & Marstrand-LRØ Rådgivning | GLU  | CT    | Python     | Manager: Per Bardrum Dir. sportivi: Christa Skelde, Erik Skelde, Michael Skelde, Knud Sørensen, Jimmi Madsen                     |
| 2011 | Glud & Marstrand-LRØ            | GLU  | CT    | Python     | Manager: Christa Skelde Dir. sportivi: Erik Skelde, Michael Skelde, Knud Sørensen, Michael Færk Christensen                      |
| 2012 | Glud & Marstrand-LRØ            | GLU  | CT    | Python     | Manager: Christa Skelde Dir. sportivi: Michael Skelde, Knud Sørensen, René Jochumsen, Jannik Skovlund Petersen                   |
| 2013 | Cult Energy                     | GLU  | CT    | Python     | Manager: Christa Skelde Dir. sportivi: Michael Skelde, René Jochumsen, Jannik Skovlund Petersen, Kim Marius Nielsen              |
| 2014 | Cult Energy Vital Water         | CUL  | CT    | Python     | Manager: Christa Skelde Dir. sportivi: Michael Skelde, Michael Færk Christensen, Mathias Frosthom Kristensen, René Jochumsen     |
| 2015 | Cult Energy Pro Cycling         | CLT  | PCT   | Ridley     | Manager: Henrik Overgaard Dir. sportivi: Michael Skelde, Luke Roberts, André Steensen                                            |

### Classifiche UCI
Aggiornato al 31 dicembre 2015.
| Anno | Classifica | Pos. | Migliore cl. individuale       |
| ---- | ---------- | ---- | ------------------------------ |
| 2009 | America T. | 38º  | Christopher Juul Jensen (296º) |
| 2009 | Europe T.  | 83º  | Michael Berling (383º)         |
| 2010 | America T. | 29º  | Christopher Juul Jensen (185º) |
| 2010 | Asia T.    | 58º  | Troels Vinther (241º)          |
| 2010 | Europe T.  | 39º  | Lasse Bøchman (157º)           |
| 2011 | America T. | 21º  | Christopher Juul Jensen (47º)  |
| 2011 | Asia T.    | 44º  | Daniel Foder (111º)            |
| 2011 | Europe T.  | 38º  | Troels Vinther (91º)           |
| 2012 | America T. | 33º  | Patrick Clausen (176º)         |
| 2012 | Europe T.  | 31º  | André Steensen (58º)           |
| 2013 | Europe T.  | 25º  | Michael Valgren Andersen (66º) |
| 2014 | Europe T.  | 13º  | Magnus Cort Nielsen (4º)       |
| 2015 | Europe T.  | 15º  | Rasmus Guldhammer (22º)        |

## Palmarès
Aggiornato al 31 dicembre 2015.

### Grandi Giri
- Giro d'Italia

Partecipazioni: 0
- Tour de France

Partecipazioni: 0
- Vuelta a España

Partecipazioni: 0

### Campionati nazionali
- Campionati danesi: 1

Cronometro: 2012 (Sebastian Lander)
- Campionati svedesi: 1

Cronometro: 2015 (Gustav Larsson)

## Organico 2015
Aggiornato al 31 dicembre 2015.

### Staff tecnico
|  | Naz.                 | Ruolo | Sportivo         |  |  |  |
|  | -------------------- | ----- | ---------------- |  |  |  |
|  | Danimarca (bandiera) | GM    | Henrik Overgaard |  |  |  |
|  | Danimarca (bandiera) | DS    | Michael Skelde   |  |  |  |
|  | Australia (bandiera) | DS    | Luke Roberts     |  |  |  |
|  | Danimarca (bandiera) | DS    | André Steensen   |  |  |  |

### Rosa
|  | Naz.                   |  | Sportivo                  | Anno |  |  |
|  | ---------------------- |  | ------------------------- | ---- |  |  |
|  | Regno Unito (bandiera) |  | Russell Downing           | 1978 |  |  |
|  | Germania (bandiera)    |  | Linus Gerdemann           | 1982 |  |  |
|  | Danimarca (bandiera)   |  | Rasmus Guldhammer         | 1989 |  |  |
|  | Rep. Ceca (bandiera)   |  | Karel Hník                | 1991 |  |  |
|  | Lussemburgo (bandiera) |  | Alex Kirsch               | 1992 |  |  |
|  | Svezia (bandiera)      |  | Gustav Larsson            | 1980 |  |  |
|  | Francia (bandiera)     |  | Romain Lemarchand         | 1987 |  |  |
|  | Germania (bandiera)    |  | Christian Mager           | 1992 |  |  |
|  | Danimarca (bandiera)   |  | Martin Mortensen          | 1984 |  |  |
|  | Danimarca (bandiera)   |  | Mads Pedersen             | 1995 |  |  |
|  | Danimarca (bandiera)   |  | Rasmus Christian Quaade   | 1990 |  |  |
|  | Danimarca (bandiera)   |  | Michale Reihs             | 1979 |  |  |
|  | Danimarca (bandiera)   |  | Michael Carbel Svendgaard | 1995 |  |  |
|  | Danimarca (bandiera)   |  | Troels Ronning Vinther    | 1987 |  |  |
|  | Germania (bandiera)    |  | Fabian Wegmann            | 1980 |  |  |
|  | Lussemburgo (bandiera) |  | Joël Zangerlé             | 1988 |  |  |